# Мост Альгаба
Мост Альгаба — мост через реку Гвадалквивир в городе Севилье.

## История
Этот мост был построен по требованию жителей района Альгабы для связи с Севильей и замены старой лодочной переправы, как записано в ликвидационных документах по участку дороги от Лора-дель-Рио до Сантипонсе, в 1904 году. строительство моста с тремя металлическими секциями и подъездом, состоящим из большого заводского понтона с девятью сводами. Работы после аукциона, проведенного в апреле того же года, были доверены компании Medardo Ureña. Несмотря на быстрые темпы строительство, возник ряд проблем, которые вынудили расторгнуть этот контракт в апреле 1909 года.

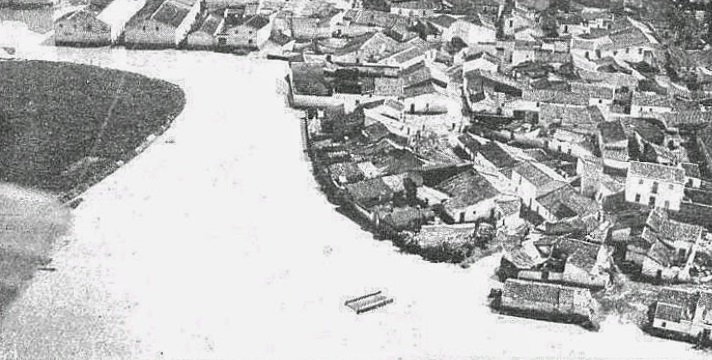
Наводнение 1924 года

В течение 1924 и 1926 годов река Гвадалквивир выходила из берегов, затопляя несколько городов в регионе и даже почти достигнув Торре-дель-Оро. 29 марта 1924 года произошло сильное наводнение, в результате которого погибло от 16 до 20 человек. В 1926 году он мост обвалился из-за плохого анализа повреждений и ремонта, проведенных во время восстановления моста в 1925 году.
В 1958 году мост достиг предела пропускной способности, поэтому было решено построить новый мост для его замены. Этот проект был осуществлен Педро Гонсалесом в период с 1975 по 1976 годы. После этого старый мост был закрыт.
8 сентября 2005 года, через 26 лет, город Ла-Алгаба решил восстановить его, чтобы сделать новый въезд на юг и разрешить проезд автотранспорта (ранее допускались только пешеходы и велосипедные дорожки), этот проект был завершён в декабре 2011 года.

## Характеристика
Переправа представляет собой четырёхпролётную конструкцию. Фактически переправа является двумя независимыми мостами с независимыми опорами и основанием. Характеристики пролётов моста следующие: 50,25 + 7 + 70,50 + 7 + 50,25 + 2х30 м. Сваи состоят из четырех цилиндрических столбов диаметром 1 метр для каждого моста, которые проходят на сваях на месте одинакового диаметра.